# ديفيس باول
ديفيس باول (بالإنجليزية: Davis Paul)‏ (12 أكتوبر 1988 سان دييغو الولايات المتحدة - ) هو لاعب كرة قدم أمريكي يلعب كلاعب وسط.

## روابط خارجية
- ديفيس باول على موقع الدوري الأمريكي (الإنجليزية)
- ديفيس باول على موقع قاعدة بيانات كرة القدم.إي يو (الإنجليزية)